# Take Me to Your Heaven
A Take Me to Your Heaven (magyarul: Vigyél el a mennyországodba) című dal volt az 1999-es Eurovíziós Dalfesztivál győztes dala, melyet a svéd Charlotte Nilsson adott elő angol nyelven.

## Az Eurovíziós Dalfesztivál
A dal a február 27-én rendezett svéd nemzeti döntőn nyerte el az indulás jogát, ahol svéd nyelven, Tusen och en natt ("Ezeregy éjszaka") címmel adták elő.
A dal gyors tempójú, stílusa az ABBA együttesre emlékeztető, melyben az énekes arra kéri szerelmét, hogy szerelmével vigye el őt a mennyországba.
A május 29-én rendezett döntőben a fellépési sorrendben tizenötödikként adták elő, a ciprusi Marlen Tha'ne erotas című dala után, és a portugál Rui Bandeira Como tudo começou című dala előtt. A szavazás során százhatvanhárom pontot szerzett, mely az első helyet érte a huszonhárom fős mezőnyben. Ez volt Svédország negyedik győzelme.
A következő svéd induló Roger Pontare When Spirits Are Calling My Name című dala volt a 2000-es Eurovíziós Dalfesztiválon.
A következő győztes a dán Olsen Brothers Fly on the Wings of Love című dala volt.

## Slágerlistás helyezések
| Slágerlisták (1999) | Lh.* |
| ------------------- | ---- |
| Belgium Flandria    | 5    |
| Egyesült Királyság  | 23   |
| Hollandia           | 23   |
| Norvégia            | 10   |
| Svédország          | 2    |

*Lh. = Legjobb helyezés.

## Külső hivatkozások
- Dalszöveg
- YouTube videó: A Take Me to Your Heaven című dal előadása a jeruzsálemi döntőn